# Taylor Lake Village
Taylor Lake Village est une ville située dans le sud-est du comté de Harris, en bordure de la baie de Galveston, au Texas, aux États-Unis,.

## Démographie
Lors du recensement de 2010, la ville comptait une population de 3 544 habitants. Elle est estimée, en 2016, à 3 641 habitants.

### Source de la traduction
- (en) Cet article est partiellement ou en totalité issu de l’article de Wikipédia en anglais intitulé « Taylor Lake Village, Texas » (voir la liste des auteurs).